# PO箱

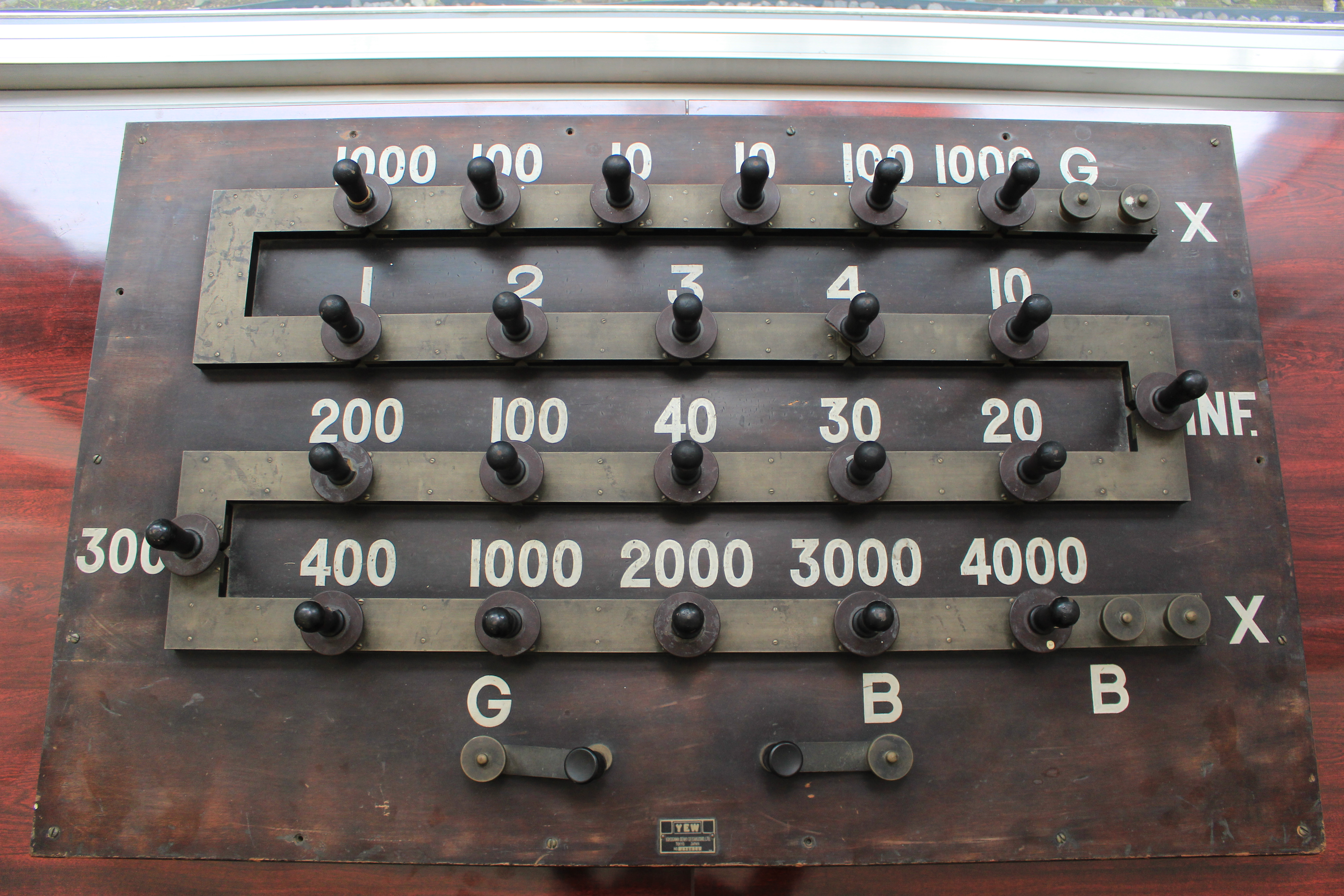
PO箱　東京電機大学埼玉鳩山キャンパス収蔵品

PO箱（Post Office box）はホイートストンブリッジによる電気抵抗計測器の一種。

## 歴史
ホイートストンブリッジによる測定装置の内、抵抗P，Qを比例辺、Rを可変抵抗とし1箱に収めた装置は、英国郵政庁で始めて用いられたため、PO箱（Post Office box; PO box）と呼ばれている。
1960年代にはイギリスのOレベルやAレベルの学校の検定試験で、物理のシラバスの一般的な科学装置として使用された。
日本では、明治の文明開化の頃に、逓信省（現在の日本郵政株式会社）がヨーロッパから導入した。電信や電報を送信する電信線路の抵抗測定のため用いられた。

## 原理
構造ではホイートストンブリッジが形成されている。既知抵抗は10, 100, 1000Ωのように計算しやすい値に設定されていて、可変抵抗は抵抗箱で抵抗の値を制御することになる。
抵抗箱は主にプラグ式が用いられていて、各プラグが接続されている。プラグ自体が電線となっていて、プラグと並列して抵抗が配置されている。プラグを外すと、抵抗が動作することになる。

## 構成と形状
携帯用のものもある。
ブリッジの抵抗辺にはプラグ形かブラシ形が用いられる。
東京電機大学に所蔵されているものは実験室において大勢の学生に見やすいよう特に大きく作られている。